# 승효상
승효상(承孝相, 1952년 10월 26일 ~ )은 대한민국의 건축가이다. 미술사학자 유홍준의 자택인 '수졸당'(1993), 노무현 전 대통령 묘역 (2010) 등을 설계하였다.

## 생애 및 경력
승효상은 부산에서 태어나 경남고등학교를 졸업하였다. 당시 경남고등학교는 한강이남 최고의 명문고라 불리었으며 승효상이 고교를 입학 할 때 수석 입학자는 현재 대한민국 제 19대 대통령인 문재인이었다. 고교 시절 초기에는 '문과에 문재인, 이과에 승효상'이란 말이 있을 정도로 학업에 두각을 나타냈다. 1971년부터 1975년까지 서울대학교 공과대학 건축공학과에서 공부하였다. 대학교 졸업 이후 1974년부터 1980년까지 김수근의 '공간연구소' 설계실에서 일하면서 마산 양덕성당, 경동교회 등을 설계하였으며 1979년에는 서울대학교 건축학과에서 석사 학위를 받았다. 그 뒤 1980년 광주민주화운동이 일어나자 건축과 세상문제의 사이에서 방황하던 그는 잠시 2년 간의 유학길에 올라 오스트리아 빈 공과 대학교에서 수학하였고 1981년에서 1982년 사이에 '마차트 뫼비우스 및 파트너 (Marchart Moebius und Partner)'에서 일하였다. 그러면서 아돌프 로스(1870~1933)의 로스 하우스에 큰 영향을 받게 된다. 그리고 다시 귀국하여 1982년부터 1989년까지 공간연구소 대표이사직을 맡는다. 1986년에는 김수근이 승효상과 장세양 두 제자에게 공간연구소를 맡긴다는 유언과 함께 30억의 빚을 남기고 타계한다.
그는 1989년에 공간연구소의 빚을 모두 청산하고 독립하여 건축사무소 이로재(履露齋)를 개설하였다. 그리고 1990년에는 민현식 등과 함께, 학연을 지양하고 자정 기능을 회복하는 한국 건축의 새로운 담론을 요구하는 젊은 건축가 14명의 모임인 '4.3그룹'을 결성하였다. 이 시기 그의 대표적인 건축물로는 유홍준의 자택인 '수졸당'이 있는데 이것은 이후 그의 평생의 건축 철학이 되는 '빈자의 미학'을 구현한 첫 작품으로 꼽는다. 그는 20세기를 주도한 서구 문명은 다시 동양의 비움을 찾고 있는데, 우리는 역설적으로 그러지 못하다고 비판하면서, 빈자의 미학이란 "가난한 사람의 미학이 아니라 가난할 줄 아는 사람의 미학"이며 "악다구니하는 한갓 조형물과 건조물로 가득 차고 만 근대 한국이 옛 종묘와 같은 어떤 형태의 사유와 모임도 가능하게 하는 '비움의 아름다움'을 회복해야한다"고 말하였다. 그리고 2009년에서 2010년 사이에는 봉하마을의 노무현 전 대통령 묘역을 설계하고 조성하였는데, 여기서도 화려한 묘역이 아닌, 추모글이 다 닳아 없어지고 기억만 남는 '비움의 설계'를 추구하였다. 또한 해외에서는 베이징 장성호텔, 아부다비 문화지구 전시관, 쿠알라룸푸르 복합빌딩 등을 디자인했다. 현재 그의 작업은 중국 내의 왕성한 활동을 포함하여 아시아와 미국, 유럽에 걸쳐있다.
그러는 동안 후학 양성을 위해 1994년부터는 다음 세대의 건축학도들에게 필요한 '총체적이며 근원적인 사고'의 함양을 위해 건축가 이종호 등과 함께 포럼식의 '서울 건축학교 (SA)'를 운영하였다. 1998년에는 북 런던대학의 객원교수를 역임하고 서울대학교에 출강했으며, 한국예술종합학교에서 가르친 바 있다.
그는 김수근 문화상, 한국건축문화대상 등 여러 건축상을 수상하였으며 미국 건축가협회에서 명예상(Honorary Fellowship)을 수상하였다. 또한 건축가로서는 최초로 국립현대미술관에서 주관하는 ‘2002 올해의 작가’로 선정되어 '건축가 승효상 전'을 가졌다. 한국정부는 그의 한국문화예술에 대한 공헌을 기려 2007년 그에게 “대한민국예술문화상”을 수여했으며, 2008년 베니스비엔날레 한국관 커미셔너, 2011년 광주디자인비엔날레의 총감독으로 활약한 그는 2014년 초대 서울시 총괄 건축가로 선임되어 2016년까지 활동하였다. 2018년에는 문재인 정부의 국가건축정책위 위원장으로 선임되어 2020년을 끝으로 공공영역에서의 오랜 직무를 마쳤다. 2019년에 아시아인으로서는 최초로 오스트리아 '학술예술 1급 십자훈장'을 수여받았으며 2020년 대학민국 정부는 그의 문화적 공적을 기려 '은관문화훈장'을 수여하였다.

## 주요 작품
- 《수졸당》 (1993년)
- 《수백당》 (1998년)
- 《웰콤시티》 (2000년)
- 《대전대학교 혜화문화관》 (2003년)[17]
- 《한국DMZ평화생명동산》 (2005년)
- 《대전대 30주년 기념관》 (2008년)
- 《노무현 대통령 묘역》 (2009년)
- 《지수화풍 360° 컨트리클럽》 (2009년)
- 《제주 추사관》 (2010년)
- 《퇴촌주택》 (2010년)
- 《사유원 - 현암》 (2012년)
- 《명필름 파주사옥》 (2013년)
- 《시안가족추모공원》 (2016년)
- 《심연당》 (2018년)
- 《하양 무학로 교회》 (2018년)
- 《명례성지》 (2018년)
- 《사유원 - 명정》 (2019년)
- 《대전대학교 서울한방병원》 (2019년)
- 《아쿠아리우스 피라미드》 (2021년)
- 《제정구 커뮤니티 센터》 (2021년)
- 《노무현 대통령 기념관》 (2022년)

### 저서
- 1996년 《빈자의 미학》, 미건사, ISBN 9788975410154
- 1999년 《지혜의 도시 지혜의 건축》, 서울포럼, ISBN 8985734520
- 2001년 《승효상 작품집》, 건축과 환경, ISBN 898678002X
- 2004년 《건축, 사유의 기호》, 돌베개, ISBN 9788971991893
- 2005년 승효상, 정기용, 조성룡, 김인철, 김영섭, 민현식, 이종호, 김준성, 김종규, 이일훈, 김영준 《건축이란 무엇인가 - 우리 시대 건축가 열한 명의 성찰과 사유》, 열화당, ISBN 978-89-301-0171-4
- 2009년 《지문 - 땅 위에 새겨진 자연과 삶의 기록들, LANDSCRIPT》, 열화당, 9788930103619
- 2010년 《노무현의 무덤 - 스스로 추방된 자들을 위한 풍경》, 눌와, ISBN 9788990620453
- 2012년 《오래된 것들은 다 아름답다》, 컬처그라퍼, ISBN 9788970596525
- 2013년 승효상, 홍동원 《모용공간》, 글씨미디어, ISBN 9788998272005
- 2015년 《승효상 도큐먼트》, 열화당, ISBN 9788930104968
- 2016년 《보이지 않는 건축, 움직이는 도시》, 돌베개 ISBN 9788971997505
- 2016년 《지문》, 열화당 ISBN 9788930103619
- 2019년 《묵상: 건축가 승효상의 수도원 순례》, 돌베개 ISBN 9788971999615
- 2021년 《결구와 수직의 풍경》, 우리북 ISBN 9791185164397[18]

## 참고
1. ↑  1975년 졸업생까지는 건축공학과였으며, 1975년에 건축학과로 학과명을 바꾸었다.
2. 1 2  네이버캐스트 - '빈자의 미학'이라는 철학을 가진 건축가 승효상
3. ↑  www.iroje.com
4. ↑  '4.3'그룹은 1990년 4월 3일에 곽재환, 김병윤, 도창환, 동정근, 백문기, 방철린, 승효상, 우경국, 이성관, 이일훈, 이종상, 조성룡 등 12명의 인원으로 결성되었고, 그 해 11월에 김인철, 민현식이 가입하면서 모두 14명이 되었다.
5. ↑  백승찬 기자 (2014년 12월 23일). “20년 전, 건축계 4·3그룹을 아시나요?”. 경향신문.
6. ↑  김문 기자 (2013년 1월 3일). “(김문이 만난사람) '빈자의 미학' 20년 건축가 승효상”. 서울신문.
7. 1 2  윤민용 기자 (2009년 8월 4일). “노前대통령 묘역 공간디자인 한 건축가 승효상”. 경향신문.
8. ↑  KBS 양영은앵커의 인터뷰 '선물' 23회 승효상, 건축이란 땅의 이야기를 듣는 것
9. ↑  “설계자 승효상이 생각한 대통령 묘역 - 노무현 재단”. 2016년 4월 8일에 원본 문서에서 보존된 문서. 2015년 1월 14일에 확인함.
10. ↑  정대하 기자, 건축가 승효상 ‘땅과 건축’ 강연 보관됨 2014-08-26 - 웨이백 머신 《한겨레뉴스》, 2013년 12월 3일 작성. 2014년 8월 23일 확인.
11. ↑  이문재 기자 (1997년 6월 26일). “창의적 일꾼 키울 서울건축학교 정식 출범”. 시사저널.[깨진 링크(과거 내용 찾기)]
12. ↑  건축가 승효상씨 제주대서 초청 특강 《한라일보》, 2014년 5월 7일 작성
13. ↑  건축가 승효상이 말하는 ‘貧者의 미학’ 《동아일보》2014년 4월 3일 작성. 2014년 8월 23일에 확인.
14. ↑  건축가 승효상, 서울시 첫 '총괄건축가'로 임명 《경향신문》, 2014년 9월 11일
15. ↑  기자, 이민정 (2020년 4월 19일). “승효상 5기 국가건축정책위원회 임기 종료”. 2022년 6월 15일에 확인함.
16. ↑  “[단독] 건축가 승효상씨, 아시아인 최초로 ‘오스트리아 학술예술 1급 십자훈장’ 받는다”. 2019년 9월 16일. 2022년 6월 17일에 확인함.
17. ↑  건축가 승효상의 주요 작품 목록 《조선비즈》 2013년 7월 27일 작성. 2014년 8월 23일 확인.
18. ↑  “건축과 공예의 만남, 승효상과 최덕주 2인전”. 2022년 6월 17일에 확인함.